# ICSカレッジオブアーツ
ICSカレッジオブアーツ（ICS COLLEGE OF ARTS）は、東京都目黒区柿の木坂一丁目にある日本で最初にインテリアデザイン（建築・インテリア・家具）の教育を始めた東京都認可の専門学校である。

## 概要
1963年に柄澤 立子（からさわ りつこ）によって創立された。正式名称は『学校法人環境造形学園 専門学校ICSカレッジオブアーツ』。なお、旧校名は専門学校「インテリアセンタースクール（Interior Center School）」＝生活を豊かにするインテリアデザインの中心となる学校であり、ICSは「インテリアセンタースクール」の略称として現在も引き継がれている。

## 特色
インテリアデザインに特化した教育
学習教科内容は大学等の建築学科とほぼ変わらないが、ヒューマンスケール（人間の体を基準にして決めた大きさのこと）を中心として環境までのデザインを学ぶ。学内の教員は建築・インテリアの専門家で構成されており、学生の学習意欲の向上に適した環境をもたらしている。
教育の維持
英国国立大学との提携でチュートリアル教育を導入、「個別指導による個人の資質向上をはかる」「外部審査官による評価の客観化=公平な第三者評価」「課題レベルの維持＝年度末の教育内容の評価」
業界での歴史
創立50年を超える本校からの卒業生はインテリア業界に多く就業しており、堅実な業務実績から高い評価を受けている。また、就業へのネットワークが幅広く定着している。

## 学科
インテリアアーキテクチュア&デザイン科（昼間部・3年制）
家具からインテリア、建築まで、あらゆる空間をヒューマンスケールから環境まで快適にするデザイン・設計能力を修得する。ICSのインテリアデザイン教育を総合的に学習するコース。一級建築士受験資格・二級建築士受験資格・木造建築士受験資格を有する。
インテリアデコレーション科（昼間部・2年制）
空間をデコレーション（国際的にはデコレーターという職種、日本ではコーディネーターと呼ばれる）する能力を身につける。住宅・商業空間の構成要素の感性を磨くことを中心にインテリアデザイン、デコレーションを学習するコース。二級建築士受験資格・木造建築士受験資格を有する。
インテリアマイスター科（昼間部・2年制）
分業化され細分化された建築業務においてデザインから施工まで横断的に学習することで多能工として現場を統合できる人材を目指すコース。リフォームの世界を始め、家具、施工管理等々、様々な世界での活躍が期待されている。二級建築士受験資格、木造建築士受験資格、一級・二級建築施工管理技士の受験資格を有する。
インテリアアーキテクチュア&デザイン科II部（夜間部・2年制）
夜間（月・水・金）もしくは土曜日の時間でインテリア・建築のデザインを学習する。昼間部のインテリアアーキテクチュア＆デザイン科と目指すものは共通するが履修時間が限られていることから社会人や大学生などが多いコース。二級建築士受験資格を有する。

## 校長・学長
- 初代　柄澤立子 - 創立者（〜2005年3月）日本インテリアデザイナー協会（旧室内装飾家協会）のメンバーの多くが創立に参画
- 2代　水野誠 - 元参議院議員、元西武百貨店社長（2005年4月〜2012年3月）
- 3代　後藤克彦 - 日経リサーチ創始者（2012年4月〜2014年3月）
- 4代　關昭太郎 - 元山種証券社長、元早稲田大学副学長、元東洋大学理事（2014年4月〜2017年3月）
- 5代　丸谷博男 - エコハウス研究会代表理事、元千葉大学・女子美術大学・多摩美術大学非常勤講師（2017年4月～2018年3月）
- 6代　岩倉榮利 - 卒業生として初めての校長就任。インテリアデザイナー、家具デザイナー（2018年4月〜2018年6月）
- 7代　フランク・ラ・リビエレ - オランダ出身、株式会社フランク・ラ・リヴィエレ・アーキテクツ代表取締役（2019年10月〜）

## 講師陣
- マニュエル・タルディッツ（特別講師）

フランス・パリ出身、建築家。ICS理事・特任教授。株式会社みかんぐみ共同主宰。
- 洪 恒夫（特別講師）

1960年神奈川県生まれ。1985年武蔵野美術大学卒業、丹青社入社。2002年より東京大学総合研究博物館教員を兼務。日本ディスプレイデザイン賞大賞、日本空間デザイン賞大賞、サインデザイン賞優秀賞、日本商空間デザイン賞金賞、銀賞、 グッドデザイン賞、キッズデザイン賞、アジアデザイン賞銅賞など受賞多数。
- フランク・ラ・リヴィエレ（インテリアアーキテクチュア&デザイン科 科長／校長）

1961年オランダ生まれ。1988年デルフト大学（オランダ）大学院修士課程修了。オランダ、イギリス、イタリア、フランス、日本にて勤務。2007年株式会社フランク・ラ・リヴィエレ・アーキテクツ設立。International Architecture Awards 2011受賞など受賞多数。
- 佐々木高之（インテリアデコレーション科 科長）

広島県出身、インテリア・建築デザイナー。2008年アラキ+ササキアーキテクツ設立、現代表取締役。2012年スペースデザインコンテスト1位、2013年住宅建築賞、東京建築賞戸建住宅部門最優秀賞、2014年グッドデザイン賞、リノベーション・オブ・ザ・イヤー総合グランプリなど受賞多数。
- 水島由貴（インテリアマイスター科 科長）

1970年千葉県生まれ。1991年東京テクニカルカレッジインテリア科卒業。株式会社丹青TDC入社。飲食・物販・アパレルなどの商空間をはじめ、オフィス・ショールーム・ホテル・アミューズメント・寺院など多岐にわたる内装施工管理を手掛ける。現在、調達・購買、社員教育、法規・安全指導など制作業務運営を担う部門に従事する。
- 根本惠司（インテリアアーキテクチュア&デザイン科II部 科長）

東京都出身、インテリアデザイナー。1969年ICSカレッジオブアーツインテリアデザイン科卒業。泉デザイン事務所入社。1982年株式会社タッチ・ダウン設立。1989年株式会社根本惠司設計事務所設立。1988年a+u　NGSコンテスト最優秀デザイン賞受賞。

## 沿革
1963～1969
- 1963年　柄澤立子によりインテリアセンタースクール創立、昼間部本科、夜間部職業科、教養科の3科を開設、東京都千代田区四番町に校舎設置
- 夜間部職業科、教養科開講
- 本科の研究コース増設、校友会発足
- 夜間部透視図セミナー開講
- 昼間部本科2年制に夜間部職業科を専攻科として建築・室内・家具・透視図の4コースとする
- 各種学校の許可を得る
- 第1回海外デザイン研修旅行実施

1970〜1979
- 夜間部基礎製図講座を開講
- 専攻科／室内コースをインテリアデコレーターコースとする
- 通信教育部開設、基礎製図講座を基礎製図科に昇格
- 昼間部研究科設置
- 昼間部本科、二級建築士受験資格特典校として東京都より認定
- 夜間部を基礎コースとして基礎製図科、基礎デザイン科、専門コースとして透視図技法科、インテリアデコレーター科、家具デザイン科とする
- 東京目黒区碑文谷の新校舎へ移転
- 昼間部インテリアデコレーター科設置開設
- 夜間部基礎コースに美術科開設
- 夜間部インテリアデザイン科設置開講
- 専修学校制度による専門学校として許可を得る。それにともない科名変更、本科をインテリアデザイン科、夜間部インテリアデザインをインテリアデザイン科II部とする
- 夜間部基礎デザイン科、美術科を廃止
- 国際協力事業団主催海外留学生デザイン研修に協力

1980〜1989
- 海外のデザイン学校との交流盛んになる
- 第1回野口記念賞および奨励賞を本校学生が受賞
- 昼間部インテリアデザイン科3年制に移行
- ICS20周年史編纂、20年にわたるインテリアデザイン教育活動に対して社団法人日本インテリアデザイナー協会より1983年度協会賞受賞
- インテリアデザイン科3年校外企業研修を実施
- 第19回卒業制作展を校外にて行なう（新宿・朝日生命ギャラリー）
- インテリアデザイン科3年制へ移行後初の卒業生を送り出す
- 専修学校を代表し優秀校としてNHK『ETV8』で全国放送
- 5年連続野口賞受賞を記念してICS野口記念賞受賞作品展を開催
- 隣接する目黒区碑文谷4-24-15に第2校舎完成
- インテリアデザイン科II部2年制に移行

1990〜1999
- 学校法人認可、学校法人環境造形学園となる
- 第1回ICSホームカミングデー実施（卒業後20年を経て母校へ）
- インテリアデザイン科二級建築士受験資格が実務2年から0年に短縮認可
- 世界的芸術家クリストとジャンヌ=クロードの『アンブレラ』プロジェクトに参加。特別講義が行なわれ、課題「クリストのギャラリー」の作品発表に来校し学生の作品を講評。
- インテリアデコレーター科2年制クラス開設
- 文部省専修学校教育高度化研究指定校となり3年間にわたる研究を開始
- 東京国際家具見本市に招待出展、以降毎年招待出展
- 創立30周年を記念し、目黒区柿の木坂に新校舎完成1〜3号館と施設充実
- 夜間付設科を改編、CAD/CGコース開設
- 創立30周年記念式典、新校舎落成披露、21世紀にむけたビジョン発表
- 昼間部デザインビジネス科開設（1年制）
- 柿の木坂校舎完成（坂倉建築研究所＋藤木隆男建築研究所設計）とともに第2校舎を廃止、以降碑文谷と柿の木坂校舎で学校業務を行なう
- トークセッション「都市文化学校」開催（1994年11月〜1995年4月）
- 昼間部インテリアデザイン科、同インテリアデコレーター科が文部省より、卒業後「専門士称号」を付与される
- 「専門学校インテリアセンタースクール」から「ICSカレッジオブアーツ」へ校名変更、インテレクティヴデザイン科設置（2年制）
- 英国ウォルバーハンプトン、ノッティンガムトレント両大学への編入制度実施
- インタラクティヴ・アーツディレクション科（インテレクティヴデザイン科改め）に科名を変更
- 第1回卒業研究選抜展開催（新宿パークタワーホテル）
- 基礎製図科をハイブリッド・ドローイング科へ科名変更
- 東京国際家具見本市会場にて創立35周年記念「ICS卒業生35人展」を実施
- インテリアマイスタートレイニー科新設
- 英国国立ノッティンガムトレント大学との学位取得制度開始

英国、南アとの学生、教師の交換留学実施
2000年代
- 2000年 - イタリアのアレッシイ社との共同課題プロジェクトスタート
- 2002年 - 英国大学提携後初のBA（学士号）、ディプロマ（準学士号）授与
- 2003年 - インタラクティヴ・アーツディレクション科、夜間付設学科CAD/CG科廃止

創立40周年記念演奏会開催（めぐろパーシンモン大ホール）
- 2005年5月 - 1Fにギャラリー＆ショップ、B1カフェをリニューアルオープン
- 2006年1月 - 碑文谷校舎に提携住宅関連企業入居（〜2007年4月）
- 2006年3月 - ニューメキシコ大学（USA）との第1回ワークショップ開催
- 2007年3月 - ニューメキシコ大学（U.S.A）との第2回ワークショップ開催
- 2007年4月 - 日本インテリアデザイナー協会50周年協賛、パリワークショップ、創立45周年記念講演会開催
- 2008年1月 - 日本インテリアデザイナー協会創立50周年記念事業に協賛
- 2008年2月、3月 - 東京とパリにてフランス・パリの建築大学エコール・スペシャル・アーキテクチュール（École Spéciale d'Architecture：ESA）とのインターナショナル・コラボレーション・ワークショップを開催
- 2008年9月 -「ICS創立45周年特別記念特別講演会」を開催（特別講師：安藤忠雄、森田恭通）
- 2009年2月、3月 - 東京とパリにて、2回目となるフランス・パリの建築大学エコール・スペシャル・アーキテクチュール（École Spéciale d'Architecture：ESA）　とのインターナショナル・コラボレーション・ワークショップを開催
- 2009年4月 - インテリアデコレーション科、二級建築士受験の実務経験が1年に短縮
- 2009年7月 - 夏期公開特別講義『住まいのデザイン』探訪」を開催（特別講師：渡辺篤史）
- 2009年10月 - イタリアのドムスアカデミーとの提携開始

「秋期公開特別講義『デザインと人生』」を開催（特別講師：榮久庵憲司）
- 2010年9月 - 「秋期公開特別講義『環境と建築と世界』」を開催（特別講師：隈研吾）
- 2011年9月 - 「秋期公開特別講義 東日本大震災復興支援特別プログラム『日本に夢を』」公募作品公開授業（高校生・ICS）、講演を開催（特別講師：安藤忠雄）
- 2011年12月～2012年2月 -「公開特別講義 東日本大震災復興支援特別プログラム『日本に夢を』」を開催（特別講師：日経アーキテクチュア編集⻑／元・日経ウーマン編集⻑／MISC 目黒インテリアショップスコミュニティ）
- 2012年9月 - 「秋期公開特別講義『歴史の学び方』」を開催（特別講師：松平定知）
- 2012年11月 - KONDO Racing（コンドー レーシング）との産学連携プロジェクト、「ホスピタリティブースデザインコンテスト」の表彰式を富士スピードウェイで開催
- 2013年2月 -「創立50周年記念行事 公開特別講義『これからのインテリアデザイン』」を開催（特別講師：谷尻誠）
- 2013年4月 - シンボルマークを中村順平がICS創設当時にデザインした校章に刷新
- フランス国立リール建築学校（Ecole Nationale Superieure d’Architecture et de Paysage de Lille：ENSAPL）とのインターナショナル・コラボレーション・ワークショップ「借景または借入れの風景」を開催
- 2013年8月 - 外国人留学生に進学を勧めたい大学・専門学校「2013年 日本留学AWARDS」の専門学校ベスト8に選出
- 2013年9月 - ICS 50th Anniversary Week「公開特別講義『インテリアデザインの現在』」（特別講師：片山正通・谷尻誠）、「これまでの、そしてこれからのインテリアデザイン展」、「『ICS で NIGHT』“Powered by PechaKucha”」を開催
- 2014年3月 - スターバックスジャパン社との産学連携プロジェクト、家具のリメイクやアートワークなどを制作した「インスパイアード バイ スターバックス池尻2丁目店」オープン
- 2014年7月 - インテリアマイスター科が国家資格「建築施工管理技士」の受検資格の指定学科に認定
- 2014年8月 - IDC大塚家具社との産学連携プロジェクト、「おうちカフェ」「ひとり暮らしの部屋」の作品がIDC大塚家具・新宿ショールームにて展示
- 2014年9月 - ICS Festival 2014「わたしたちのインテリアデザイン展」、「谷尻誠先生との交流『わたしとぼくのインテリアデザイン』」、「『ICSでNight』“Powered by PechaKucha”」を開催
- 2014年12月 - インテリアマイスター科およびインテリアデザイン科II部が国家資格「二級建築士」「木造建築士」の受検資格の指定学科に認定
- 2015年4月 - マスターコース 日本インテリアアーキテクチュア＆デザイン（修士課程）を開設
- 2015年9月 - ICS Festival 2015「コピーライターが即興で実演する『プレゼンビフォアフター』（特別講師：長谷川哲士）」、「日本の生活文化を伝える『MIJPワークショップ』（特別講師：村澤一晃・松木憲司）」、「ICS学生の日頃の成果を伝える『わたしたちのインテリアデザイン展』」、「ICS学生が自分について伝える『ICSでNight』“Powered by PechaKucha”」、「アイデアの伝え方をプロから学ぶ『講師プレゼンテーション』」を開催

台湾の大葉大學（Da Yeh University）とのインターナショナル・コラボレーション・ワークショップ「第11回ダイワハウスコンペティション」を開催